# Portugál (film)
A Portugál magyar játékfilm, Egressy Zoltán azonos című színpadi műve alapján. A bemutató 2000. október 12-én volt. Rendezte Lukáts Andor és Egressy Zoltán. A forgatókönyvet Lukáts Andor írta.

## Cselekmény

### Szereplők
| Szerep           | Színész        |
| ---------------- | -------------- |
| Bece             | Nagy Viktor    |
| Masni            | Pelsőczy Réka  |
| Kocsmáros        | Csuja Imre     |
| Retek            | Lengyel Ferenc |
| Csipesz          | Kelemen József |
| Pap              | Kovács Zsolt   |
| Sátán            | Varga Zoltán   |
| Asszony (Jucika) | Szirtes Ági    |
| Volt barátnő     | Ónodi Eszter   |